# Festival d'Avignone
Il Festival d'Avignone (in lingua francese Festival d'Avignon) è una manifestazione teatrale che si svolge ogni anno in Francia, nella città di Avignone, dove si tiene nel mese di luglio. La prima edizione ebbe luogo dal 4 al 10 settembre 1947, organizzata da Jean Vilar, attore, regista e direttore di teatro. Il festival è composto da due parti, In e Off. A quest'ultimo può partecipare qualunque compagnia lo voglia, senza limitazioni.
Nel 2008 le due sezioni comprendevano 950 spettacoli distribuiti in un periodo di tre settimane. I programmi propongono opere sconosciute del repertorio mondiale e testi contemporanei.

## Il FestivalIn
La sezione In dal 1980 è organizzata da un'associazione non profit il cui consiglio di amministrazione è composto da: Stato francese, la città di Avignone, il dipartimento di Vaucluse, la Regione Provenza-Alpi-Costa Azzurra, e un direttivo di sette personaggi pubblici competenti in materia di teatro. Alcuni spettacoli del Festival In si svolgono nel cortile d'onore del Palazzo dei Papi, luogo di residenza del papato durante la cattività avignonese del XIV secolo.

## Il festivalOff
La sezione Off è organizzata da un'organizzazione non profit composta principalmente da compagnie teatrali e invade strade e piazze in tutta la città.